# Ignacio Boggino
Pour les articles homonymes, voir Bogino.
Ignacio Boggino, né le 22 février 1986 à Rosario en Argentine, est un footballeur argentin. Il évolue au poste de défenseur central avec le club du CA Temperley.

## Biographie
Ignacio Boggino évolue principalement avec les clubs du Rosario Central, du CA Patronato, et du CA Temperley.